# Peng Ping
Peng Ping (chiń. upr. 彭萍; pinyin Péng Píng; ur. 14 stycznia 1967 w Szanghaju) – chińska koszykarka, występująca na pozycjach silnej skrzydłowej lub środkowej, reprezentantka kraju, multimedalistka międzynarodowych imprez koszykarskich.

## Osiągnięcia
Na podstawie, o ile nie zaznaczono inaczej.

### Reprezentacja
Drużynowe
- Mistrzyni igrzysk azjatyckich (1986)[3]
- Wicemistrzyni:
  - olimpijska (1992)[4]
  - igrzysk azjatyckich (1990)[5]
- Brązowa medalistka igrzysk azjatyckich (1994)[6]
- Uczestniczka:
  - igrzysk olimpijskich (1988 – 6. miejsce, 1992)[7][8][9]
  - mistrzostw świata (1990 – 9. miejsce)[10]
  - kwalifikacji olimpijskich (1988 – 3. miejsce)[11]

Młodzieżowe
- Mistrzyni uniwersjady (1993)
- Uczestniczka mistrzostw świata U–19 (1985 – 4. miejsce)[12]